# 1713
1713 (MDCCXIII) fue un año común comenzado en domingo según el calendario gregoriano.

## Acontecimientos
- 11 de abril: El Tratado de Utrecht pone fin a la guerra de sucesión española.
- 10 de mayo: Se promulga la Ley Sálica que prohíbe el acceso de las mujeres al trono francés.
- 6 de julio: En Madrid (España) se celebra primera sesión oficial de trabajo de la Real Academia Española en la propia casa de su fundador, Juan Manuel Fernández Pacheco.
- 3 de agosto: En Madrid (España) se inicia el registro del primer libro de actas de la Real Academia Española con la noticia de la celebración de la primera sesión de trabajo de la nueva corporación lingûística, efectuada el 6 de julio en la propia casa de su fundador, Juan Manuel Fernández Pacheco.

### Sin fecha
- Por iniciativa de Juan Manuel Fernández Pacheco es fundada en Madrid la Real Academia Española.
- Colonia del Sacramento retorna al dominio portugués, con la ayuda de los británicos, después de haber estado bajo dominio español desde 1705.
- San Basilio de Palenque Se convirtió oficialmente en el primer pueblo libre de América, siendo el primer lugar independizado en América de los españoles.[1]

## Nacimientos
- 5 de enero: Jorge Juan y Santacilia, matemático y físico español (f. 1773).
- 15 de marzo: Nicolas Louis de Lacaille astrónomo y catalogador estelar francés (f. 1762).
- 13 de mayo: Alexis Claude Clairaut, matemático y astrónomo francés (f. 1765).
- 5 de octubre: Denis Diderot, escritor y filósofo francés (f. 1784).
- 21 de septiembre: Miguel de Olivares, jesuita chileno.
- 24 de noviembre: Fray Junípero Serra, misionero franciscano español (f. 1784).
- 10 de septiembre: John Needham, Biólogo inglés (f. 1781).

## Fallecimientos
- 5 de enero: Jean Chardin, explorador francés (n. 1643)
- 8 de enero: Arcangelo Corelli, violinista y compositor de música barroca italiano (n. 1653)
- 4 de mayo: Stefano Maria Legnani, el Legnanino, pintor italiano (n. 1661)
- 20 de mayo: Thomas Sprat, científico inglés (n. 1635)
- 7 de noviembre: Elizabeth Barry, actriz inglesa (n. 1658)
- François Pétis de la Croix, orientalista, anticuario y viajero francés.